# أبيغيل ماجيستراتي
أبيغيل ماجيستراتي (من مواليد 29 ديسمبر 2003) هي لاعبة جمباز فني أرجنتينية مثلت الأرجنتين في دورة الألعاب الأولمبية الصيفية 2020 بعد أن جاءت نتيجة اختبار المؤهلة الأصلية مارتينا دومينيتشي إيجابية لمادة محظورة. حاصلة على الميدالية البرونزية الفريق وفي حركات الأرضية ضمن بطولة الألعاب الأمريكية للجمباز 2021، وحصلت على الميدالية الذهبية في بطولة أمريكا الجنوبية في الجمباز الشامل والفرق لعام 2019 وحصلت على الميدالية الذهبية في بطولة أمريكا الجنوبية في عارضة التوازن لعام 2022. وهي بطلة الأرجنتين في الجمباز الشامل وعارضة التوازن وحركات الأرضية لعام 2022.